# 戒烟
戒烟是指吸烟者戒除吸用尼古丁的毒瘾，亦是目前世界各國一項主要健康議題。當人類吸入尼古丁後，會影響腦中的獎賞路徑（reward pathways），使吸食者感到愉悅，不少初期吸食者均認為自己不會上癮，約數週至數月後逐漸成癮。跟喝酒的人不同，大部分持續抽煙者均受煙癮影響，但經常喝酒的人之中，只有少數為酗酒者。
當成癮者停止抽煙後，由於血壓和心跳下降，身體吸氧量亦相應減低，會出現暈眩、煩躁、咳嗽、乾渴、胃部不適、便秘、疲累、手腳輕微發熱，此種不適反應稱為「煙癮」。如果成癮者拒絕吸煙，讓血管中尼古丁含量大減，約數日後，成癮症狀會大幅紓緩甚至消失，但不少成癮者只要抽幾口烟，數秒內亦能即時解除煙癮，直到煙癮在數十分鐘至數小時後再次發作為止（一些吸菸新手的戒斷症狀可以在數日至數星期後才發作）。正因為自然調節過慢、而吸入尼古丁能即時暫解煙癮，不少人難以停止抽煙，最終演變成惡性循環，吸入更多的尼古丁，倚賴性更強。
尼古丁與古柯鹼等毒品，被視為最難戒除的毒癮之一。

## 歷史
乾隆早年嗜煙，但晚年因健康問題，說戒就戒，因此高壽89歲。
曾國藩早年煙癮極重，數次戒煙不成，他將戒烟喻为“婴儿断乳”，说明戒烟的痛苦。道光21年（1841）7月11日，陈岱云、梁俪裳来访，吃完中饭后，曾国藩陪陈、梁2人抽大烟。道光22年（1842）10月21日，曾国藩再次戒烟，毁烟袋，還立下毒誓：“如再食言，明神殛之！”。道光22年（1842）11月16日，他又立下三戒：“戒烟、戒妄语、戒房闼不敬。”。好友李广文甚至主动与他结成戒烟同盟。這次曾国藩終於戒烟成功，畢生不再吸烟。
歷史上首場由政府主導的反吸煙運動始於1930年代的納粹德國，希特勒於青年時期曾每日抽25至40根煙，但後來視此為「紅人」（指印第安人）毒害「白人」的毒藥，並認為吸煙頹廢。當他當政後，他卻大力推動禁煙運動，包括限制香煙廣告、譴責吸煙、增加煙稅、禁止在公車上吸煙，甚至限制德軍的香煙配額。希特勒曾经因为他的情人愛娃·勃勞恩吸烟痛斥她。他甚至承諾，給他周遭成功戒菸者一隻金錶。但是希特勒自杀后，不少纳粹军官和秘书开始抽烟了。
20世紀後期，世界各國陸續舉辦戒煙相關活動，美國於1977年開始舉辦全國無菸日，時效僅1日性，每年舉辦1次。1984年，英國舉辦「無菸日」（No Smoking Day）活動，之後於每年3月的第2個星期三固定舉辦。
1986年，芬蘭舉辦了第1屆的比賽，獎勵成功戒煙者。到了1994年，這項比賽成為跨國性比賽，主要在歐洲國家舉行，並獲得世界衛生組織的支持。比賽每2年舉行一次，到了2002年，共有來自80個國家的70萬人參與。
1986年，世界衛生組織定5月31日為世界無煙日。1990年代，不少國家陸續禁止香煙廣告，包括電視廣告、巴士車身廣告等。
2021年4月，紐西蘭政府發布一系列旨在禁止下一代抽菸的提案，提案包括逐步提高合法吸菸年齡，而這可能擴大到禁止向2004年以後出生的人出售香菸和菸草產品。此提案讓該國往2025年成為無菸國的目標更靠近一步。

## 戒煙方法
有計划地戒菸並確實進行，能提高戒菸的成功率。
- 尋求戒菸環境，獲得戒菸支持

1. 盡可能的避開有抽菸的社交場合，且盡可能的避免接觸二手菸。
2. 參與戒菸團體，例如網路上的戒菸社群、戒菸班，尋求家人或親友的協助和支持。
3. 撥打由台灣衛生福利部國民健康署設置的免付費戒菸專線(0800-636363) （页面存档备份，存于），可得到隱密性、便利性，結合專業心理諮詢的戒菸服務。

- 醫療諮詢

直接依靠意志力的戒菸方法，成功率很差，醫療諮詢及藥物都能大幅提高成功率：
1. 使用尼古丁替代療法，例如貼片、嚼片、吸入劑等；相較於無法戒菸，就算長期使用這些產品，危害也較低。
2. 使用非尼古丁替代療法，一般來說這種藥物的原理及副作用類似憂鬱症藥物，因為菸癮與憂鬱症在神經學上有一定的關連性。
3. 精神療法，如催眠或針灸。[來源請求]
4. 戒菸疫苗（消除尼古丁癮，但目前還是在人體試驗中，有潛力發展成戒毒疫苗）

- 改變習慣，分散注意力

1. 增加運動時間。
2. 改變飲食習慣。
3. 經常性清潔口腔。

- 被動戒菸

1. 當身邊的親友都努力戒菸時，戒菸成功率較高。
2. 在醜化、排斥甚至拒絕雇用吸菸者的環境，戒菸成功率較高。
3. 高菸價可以提高戒菸率，因為藥物及尼古丁替代療法的成本會比菸價低。
4. 嚴格的禁菸規定能提高戒菸率。

- 正確觀念

1. 長期治療、接受失敗，近來的研究及統計顯示，許多戒菸成功者經歷多次失敗才成功，而且以治療慢性病的態度來戒菸、成功率高。
2. 減少吸菸量及改抽淡菸並無法減害，因為吸菸者會潛意識的吸的更深：淡菸對吸菸者的危害不亞於濃菸、而對社會的危害更甚於濃菸（因為淡菸淡的是臭味、但毒性沒有比較淡）。
3. 理論上無煙菸品可以減少危害，但在實務上有著品管及製程問題，多國也為了避免非吸菸者誤用而禁售、這會讓無煙菸品的品質更不可靠，因此符合藥品規格的尼古丁替代療法，是更安全的選擇。
4. 吸菸者即使是長期使用尼古丁替代療法、但無法成功戒菸，其健康風險也遠低於不嘗試戒菸。
5. 抽菸造成的健康風險是幾乎無法用良好的生活習慣來彌補的，二手菸的危害也不亞於吸菸。
6. 無論多老，戒菸都能立即降低患病率，戒菸越久、降越多，不要等到身體快崩潰時才戒菸。
7. 戒菸不會讓身體變差。

## 尼古丁戒斷症候群
尼古丁戒斷症候群是指慣性使用或連續使用含尼古丁產品數週以上，在突然停止使用時，使體內尼古丁濃度降低所引起的生理和心理反應，心情易不安、憂鬱、焦慮、易怒、躁動、精神不集中、失眠、心跳減慢、食慾增加或體重增加等。戒烟还有可能导致食欲增加，这是因为戒烟后的血糖降低导致的，根据英国伯明翰大学的研究，戒烟者在戒烟一年后平均会增重 10 磅，其中大部分增重发生在戒烟的前三个月。
若在戒菸24小時內產生四種以上的症狀，即可能被判定為尼古丁戒斷症候群，持續的時間可達兩週至一個月。
較新的研究顯示，尼古丁戒斷症候群在抽一兩根菸以後就可能發生，而且其發作時間最常可達數週後才發作；一些吸菸者（常見於剛開始吸菸的青少年）對尼古丁戒斷症候群的哀嚎與重菸癮者及教科書的描述相同，但除此之外大大不同，他們不需要長期吸菸就成癮、可以在停止吸菸後數天至數週才發生症狀、吸菸量非常的少就可以舒緩症狀，發作間隔常會隨著時間縮短，可能會在數年後讓人必須一天吸五根以上。
尼古丁戒斷症候群會使戒菸者有吸菸的念頭，除了可靠意志力來控制外，亦可利用尼古丁貼片、嚼片、吸入器、噴鼻器或其他診斷藥物等補充品替代菸品。除了用藥物和補充品外，也可以藉由調整生活作習、運動、飲食習慣、冥想等方式減低不適感。

## 戒菸醫療
对于患上烟瘾的人是指对烟草中的尼古丁产生依赖性，戒烟也属于一种医疗行为，可降低罹患癌症的機會，也可以避免傷口無法癒合（主要是手術前後禁菸可以有效降低風險、甚至一些手術不禁菸是不可能成功），而幫助戒菸的門診所採用的醫療方式主要分為尼古丁替代療法和非尼古丁替代療法。

### 尼古丁替代療法
尼古丁替代療法是指在菸品戒斷過程中，利用菸品以外的尼古丁製品，來協助達成戒菸的目的，這些產品可以透過不同於吸菸的管道使身體獲得尼古丁。常見的製品包括尼古丁貼片、口嚼錠、含片、鼻腔喷雾剂。對菸癮者而言，尼古丁替代療法被視為是一種有效的戒菸方式，每年約500萬人死於菸害，並非完全是尼古丁所致，還有吸菸煙霧中的一氧化碳和焦油等有害物質。和直接吸菸相比，尼古丁替代療法也是一種安全獲得尼古丁的方式。
電子煙在理論上也是一種尼古丁替代療法，但實務上卻不盡然，因為電子煙可分為含有尼古丁成分與不含尼古丁成分，若未來能達到品質控管等等因素，才能算得上正式的療法。
尼古丁貼片上的尼古丁會經由皮膚吸收、尼古丁嚼片和吸入劑是經口攝取尼古丁而達到如同吸菸的效果。療法的過程使吸菸者停止吸菸的行為，但身體仍然可攝取尼古丁。使用此療法者在療程過程中不宜吸菸，否則易產生體內尼古丁量過高的危險。

### 非尼古丁替代療法
非尼古丁替代療法的藥物包括一些憂鬱症藥物，可以避免戒菸初期的心理痛苦；可和尼古丁競爭菸鹼接受體的物質、或是調節尼古丁引起的的神經傳遞物，可與尼古丁乙醯膽鹼接受體結合，產生近似吸菸的感覺。尽管这些疗法并不太好